# Кнаке-Завадский, Станислав
Станислав Кнаке-Завадский (пол. Stanisław Knake-Zawadzki; 15 июля 1858, Гостынин — 25 октября 1930, Варшава) — польский актёр, режиссёр, сценарист и педагог.

## Биография
Театральный дебют состоялся около 1878 года. Играл на сценах театров Кракова, Варшавы, Бреслау и др. В 1898 году открыл драматическую школу в Кракове.
В 1900 году был одним из организаторов краковского Народного театра (Teatr Ludowy w Krakowie).
Позже выступал с собственным театральным коллективом по всей Польше.
Как педагог, воспитал многих талантливых артистов.
Снимался в немом кино с 1911 года.

## Избранная фильмография

### Роли в кино
- 1911 — История греха — Похронь, бандит
- 1911 — Суд божий — Самуил
- 1913 — Галька — стольник
- 1915 — Очарованный круг
- 1918 — Царский фаворит — Константин Павлович
- 1919 — Криста — отец Анельки
- 1920 — Возвращение — посол Норвегии
- 1920 — Чаты — воевода
- 1928 — Тайна древнего рода — Мауриций, князь Замилло
- 1928 — Пан Тадеуш — судья

### Режиссёр и сценарист
- 1911 — Суд божий